# Dik-dik-de-kirk
O dik-dik-de-kirk (Madoqua kirkii) é uma espécie de pequenos antílopes encontrada em regiões áridas da África.